# Emanuel Adler (Jurist)
Emanuel Adler (* 29. September 1873 in Proßnitz in Mähren; † 27. August 1930 in Karlsbad) war ein österreichischer Jurist.

## Leben
Adlers Eltern waren der Fabrikbesitzer Josef Adler und seine Frau Fanni. Nach der Matura studierte er von 1891 bis 1895 Rechtswissenschaften in Wien und wurde dort 1896 mit Bestnote ausgezeichnet zum Dr. jur. promoviert. Adler interessierte sich für die Lage des heimischen Handwerks und war sowohl im Verein für Socialpolitik als auch in der „Österreichischen Gesellschaft für Sozialpolitik“ aktiv. 1900 habilitierte er sich und wurde Privatdozent an der Deutschen Universität in Prag. Ab 1896 war er Beamter in der staatlichen Finanzverwaltung, seit 1902 war er auch Mitarbeiter des österreichischen Patentamts. 1903 trat er aus dem Judentum, dem seine Eltern angehörten, aus.
Seine Lehrbefähigung konnte er von Prag nach Wien übertragen lassen, hier wurde er 1910 außerordentlicher Professor für Bürgerliches Recht. In der Zeit der Republik Österreich nach dem Ersten Weltkrieg wechselte Adler als Ministerialrat in das Staatsamt für soziale Verwaltung (das spätere Ministerium für soziale Fürsorge). Außerdem wurde er 1918 zum ordentlichen Professor an der Juristischen Fakultät der Universität Wien ernannt. 1921 wurde er vorzeitig pensioniert. Im Ruhestand veröffentlichte er zahlreiche Schriften zu verschiedenen Rechtsgebieten.
Im August 1930 verstarb er während eines Kuraufenthalts in Karlsbad. Adler war verheiratet mit Valerie, geb. Bach (1882–1969). Ihr gemeinsamer Sohn war Franz Adler, der spätere Soziologe.

## Veröffentlichungen (Auswahl)
- Die Schneiderei in Prossnitz. In: Untersuchungen über die Lage des Handwerks in Österreich mit besonderer Rücksicht auf seine Konkurrenzfähigkeit gegenüber der Großindustrie. (= Schriften des Vereins für Socialpolitik). Duncker & Humblot, Leipzig 1896, S. 419–465.
- Über die Lage des Handwerks in Österreich. (= Wiener staatswissenschaftliche Studien. 1,1). Mohr, Freiburg i. Br. 1898. (Digitalisat)
- Das Publicitäts-Princip im österreichischen Tabularrechte. Manz, Wien 1899.
- Civilrechtliche Erörterungen zum Patentregister nach dem Gesetze vom 11. Jänner 1897, R.-G.-Bl. Nr. 30. Hölder, Wien 1900.
- mit Paul Schulz: Der Schutz der Erfindungen, Marken und Muster in Österreich. (= Manz'sche Taschenausgabe österreichischer Gesetze. 1,2). Manz, Wien 1906.
- Civilrechtliche Erörterungen zum Patentregister nach dem Gesetze vom 11. Jänner 1897, R.-G.-Bl. Nr. 30. Hölder, Wien 1900.
- Der Arbeitsvertrag im Entwurfe einer Novelle zum a.b.G.B. Manz, Wien 1908.
- System des Österreichischen Markenrechtes. Manz, Wien 1909.
- Der Namen im deutschen und österreichischen Recht. Vahlen, Berlin 1921.
- Betriebsrätegesetz. (= Die sozialpolitische Gesetzgebung in Österreich. 5,1). Verlag der Wiener Volksbuchhandlung, Wien 1922.
- Das österreichische Patentgesetz mit den einschlägigen Gesetzen, Verordnungen und Staatsverträgen und einer Übersicht über die Rechtsprechung. (= Manzsche Ausgabe der österreichischen Gesetze. 9). Manz, Wien 1926.
- mit Ferdinand Hanusch: Die Regelung der Arbeitsverhältnisse im Kriege. (= Wirtschafts- und Sozialgeschichte des Weltkrieges. Österreichische und ungarische Serie. [12]). Hölder-Pichler-Tempsky u. a., Wien 1927.
- Das Angestellten- und Arbeiterrecht : aus der Rechtsprechung der Gerichte, der Einigungsämter und der Verwaltungsgerichtshofes erläutert. (= Manzsche Ausgabe der österreichischen Gesetze. 10). Manz, Wien 1930.
- [Mitarbeit]: Kommentar zum Allgemeinen bürgerlichen Gesetzbuch, Bd. 3 §§ 1090–1292. Österreichische Staatsdruckerei, Wien 1932.